# Пояна (Димбовіца)
Пояна (рум. Poiana) — село у повіті Димбовіца в Румунії. Входить до складу комуни Пояна.
Село розташоване на відстані 36 км на північний захід від Бухареста, 43 км на південний схід від Тирговіште, 121 км на південь від Брашова.

## Населення
За даними перепису населення 2002 року у селі проживали 3664 особи, з них 3663 особи (> 99,9%) румунів. Рідною мовою 3663 особи (> 99,9%) назвали румунську.